# 韦伯陨石坑

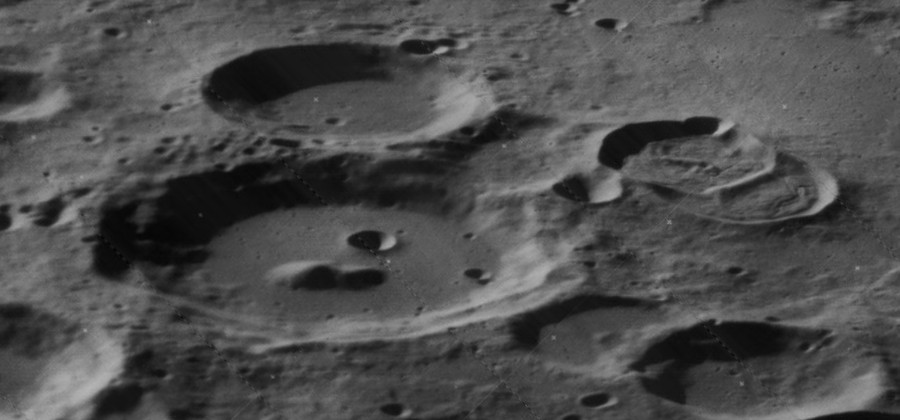
月球轨道器5号拍摄的西向斜视图，图中左上是韦伯陨石坑、左下为萨尔顿环形山。

韦伯陨石坑（Weber）是位于月球背面北半部的一座大撞击坑，约形成于39.2-38.5亿年前的酒海纪，其名称取自德国物理学家威廉·爱德华·韦伯（1804年-1891年），1970年被国际天文学联合会正式批准接受。

## 描述
该陨坑从地球无法直接看到，它位于直径530公里，形成于前酒海纪的库仑-萨尔顿盆地内，东北靠近大陨坑-库仑环形山、往西北80多公里毗邻已磨损的克拉默斯环形山、而它的东南侧则与萨尔顿环形山相接壤。该陨坑中心月面坐标为50°04′N 123°47′W / 50.06°N 123.79°W，直径43.95公里，深度约2.26公里。
韦伯陨石坑是一座边缘轮廓近似圆形的碗状坑，坑壁略受侵蚀，但整体仍保持完整清晰。沿西北壁傍靠了一座杯状的小陨坑；东南面与萨尔顿环形山相连的一段共壁则较显参差，二端处各嵌入了一座细小的撞击坑；在坑外西南偏南处也聚集有一群小陨坑。韦伯陨石坑内侧壁保留有一些结构，但其特征已钝化模糊，沿东南偏南和西北内壁分布有一些岩架结构。陨坑壁最大高出周边地形1070米，内部容积约1485立方千米。坑底表面接近平坦，除中心点东南有一座小陨坑外，无其它醒目的地貌结构。

## 参引资料
1. 1 2 3 4  Lunar Impact Crater Database
2. ↑   (PDF).   [2017-03-12]. （原始内容存档 (PDF)于2016-12-27）.
3. ↑  .   [2017-03-12]. （原始内容存档于2017-09-21）.

## 另请参阅
- Andersson, L. E.; Whitaker, E. A. . NASA RP-1097. 1982.
- Blue, Jennifer. . USGS. July 25, 2007  [2007-08-05]. （原始内容存档于2018-12-25）.
- Bussey, B.; Spudis, P. . New York: Cambridge University Press. 2004. ISBN 978-0-521-81528-4.
- Cocks, Elijah E.; Cocks, Josiah C. . Tudor Publishers. 1995. ISBN 978-0-936389-27-1.
- McDowell, Jonathan. . Jonathan's Space Report. July 15, 2007  [2007-10-24]. （原始内容存档于2018-12-25）.
- Menzel, D. H.; Minnaert, M.; Levin, B.; Dollfus, A.; Bell, B. . Space Science Reviews. 1971, 12 (2): 136–186. Bibcode:1971SSRv...12..136M. doi:10.1007/BF00171763.
- Moore, Patrick. . Sterling Publishing Co. 2001. ISBN 978-0-304-35469-6.
- Price, Fred W. . Cambridge University Press. 1988. ISBN 978-0-521-33500-3.
- Rükl, Antonín. . Kalmbach Books. 1990. ISBN 978-0-913135-17-4.
- Webb, Rev. T. W.  6th revised. Dover. 1962. ISBN 978-0-486-20917-3.
- Whitaker, Ewen A. . Cambridge University Press. 1999. ISBN 978-0-521-62248-6.
- Wlasuk, Peter T. . Springer. 2000. ISBN 978-1-85233-193-1.